# Hårig gapmun
Hårig gapmun (Anarrhinum pedatum) är en grobladsväxtart som beskrevs av René Louiche Desfontaines. Enligt Catalogue of Life ingår Hårig gapmun i släktet gapmunnar och familjen grobladsväxter, men enligt Dyntaxa är tillhörigheten istället släktet gapmunnar och familjen grobladsväxter. Arten har ej påträffats i Sverige. Inga underarter finns listade i Catalogue of Life.